# Penicillium scabrosum
Penicillium scabrosum är en svampart som beskrevs av Frisvad, Samson & Stolk 1990. Penicillium scabrosum ingår i släktet Penicillium och familjen Trichocomaceae.   Inga underarter finns listade i Catalogue of Life.